# Чомко Ярослав Степанович
Яросла́в Степа́нович Чомко (нар. 20 вересня 1984 — пом. 12 січня 2015) — молодший лейтенант Збройних сил України.

## Життєпис
Закінчив івано-франківську загальноосвітню школу-ліцей № 23, Івано-Франківський медичний університет, 2009-го пройшов інтернатуру.
Активний учасник Революції Гідності, надавав медичну допомогу в медичному пункті Жовтневого палацу. Член громадської організації «Всеукраїнська Гвардія Революції».
Пішов добровольцем на фронт, резервіст окремої медичної роти імені Пирогова Національної гвардії України, старший ординатор госпітального відділення.
Після ротації в січні 2015-го повернувся на фронт, служив у військовому шпиталі, центральна лікарня Артемівська.

## Чому Ангел?
Можливо, підсвідомо знали, що хлопчина незабаром стане ангелом. Він лікував тіла на землі, а тепер зцілює душі своїх побратимів на небесах".
На Майдані Ярослав якось намалював на аркуші паперу гепарда, який ось-ось кинеться до бою. Найбільшу увагу привертали очі хижака — люті й безстрашні. Чомко розповідав удома, що саме такі очі тоді були в більшості революціонерів.
Координатор майданівського госпіталю Ірина Захарченко пригадує, що під час Революції гідності Чомко працював безперебійно: «Більшість були місцевими, тож вони приходили і йшли, а він був постійно. Варто було тільки сказати: „Ярославчику, хворі!“, і хлопчина був тут як тут. Медик від Бога…».
У будь-якій ситуації діяв швидко, професійно і без паніки. Був природженим психологом і мав колосальний підхід до пацієнтів.
Побратими Чомка стверджують, що таку чуйну людину, як він, рідко зустрінеш у житті. Ніколи не підвищував голос і не лютував. Усе сприймав з внутрішнім миром. Це було видно кожному. Ярослав наче випромінював сяйво. Справжній ангел у білому халаті.
За життя Ярослав захоплювався бджолярством, мав кілька вуликів у себе на подвір'ї. Дуже любив своїх комашок-трудівниць. А після загибелі хлопця всі його бджілки до єдиної вимерли. Буквально за кілька днів. Вочевидь, Ярослав віддав їм надто багато своєї любові і тепла — без нього вони вже не могли існувати в земному світі.

## Дитинство
З дитинства Ярослав ріс дуже чемним, але незалежним хлопчиком, самостійним. Завжди чітко розумів, чого хоче. З вибором професії взагалі проблем не було. Ярослав змалку мріяв про медицину. Мав здібності й велике бажання. Якось навіть знайшов у батьковій бібліотеці старовинну книгу з анатомії німецькою мовою — наполегливо щодня читав зі словником.

## Смерть

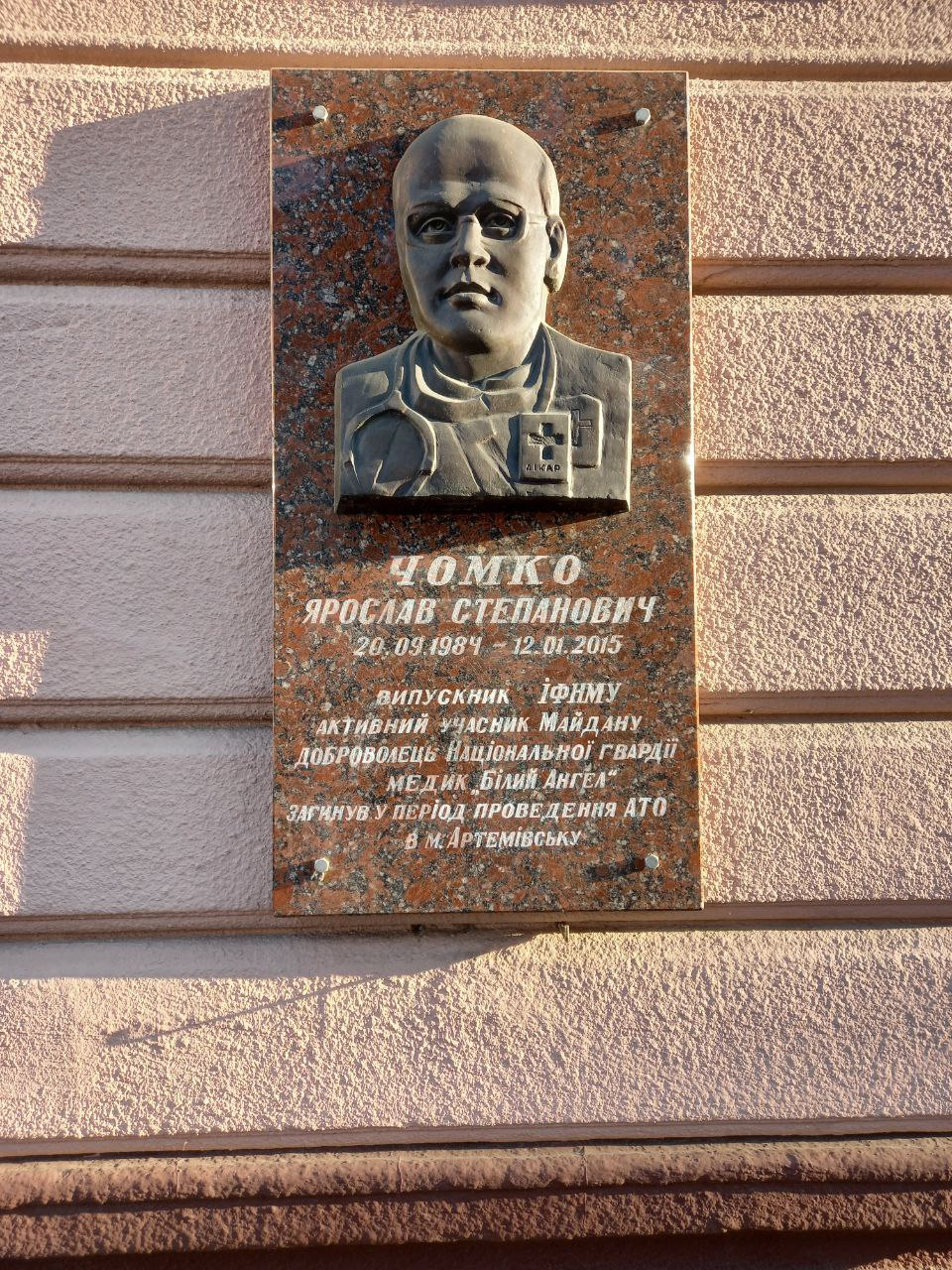
Меморіальна дошка на честь Я. Чомка на фасаді головного корпусу ІФМНУ.

12 січня 2015-го зазнав несумісного із життям вогнепального поранення — потрапив під обстріл, рятуючи життя побратимів. Бригада медиків 1-ї окремої медичної роти виїхала в район бойових дій для вивезення поранених, під час надання медичної допомоги пораненому бійцю Ярослав Чомко зазнав трьох кульових поранень.
16 січня 2015 року похований у селі Крихівці.
Залишились батьки та молодший брат.
У день похорону, коли з рідного дому винесли гріб із тілом загиблого, увімкнули гімн Майдану «Плине кача по Тисині». Хтось гукнув: «Гляньте в небо!». Якраз у цей час просто над хатою з'явилися лебеді. Багато лебедів. Вони зімкнули коло і так ширяли хвилин десять.
Мама довго міркувала, який би напис викарбувати на надгробному пам'ятнику сина. То була неділя, і на християнській радіохвилі священик якраз читав проповідь. Жінці дуже врізалися в пам'ять слова з Біблії: «Немає більшої любові за ту, коли хто душу свою кладе за друзів своїх…». Це було якраз те, що треба.
Після загибелі Ярослав кілька разів прийшов до мами уві сні. Найбільше жінці запам'яталося, коли син, усміхаючись, мовив: «Мамо, дай 10 гривень». Наступного ж дня жінка замовила в церкві Службу Божу за упокій. Заплатила 10 гривень — так син сказав.
Батькові він теж снився. Ярик обійняв його, як завжди, за плечі.
Ярослав Чомко похований, як справжній хрестоносець — хрест на могилі у лежачому положенні. Він, як і хрестоносці, поліг за віру. За віру в свою Батьківщину.

## Нагороди
- За значний особистий внесок у державне будівництво, соціально-економічний, науково-технічний, культурно-освітній розвиток Української держави, вагомі трудові досягнення, багаторічну сумлінну працю, відзначений — нагороджений
- 1 грудня 2015 року — медаллю «За врятоване життя» (посмертно)[2]
- пам'ятним нагрудним знаком «Медична рота» (посмертно).

## Почесні звання
25 квітня 2019 року йому присвоєно звання «Почесний громадянин міста Івано-Франківська» (посмертно).

## Вшанування пам'яті
- 27 травня 2015 року на фасаді будівлі загальноосвітньої школи-ліцею № 23 відкрито пам'ятну дошку Ярославу Чомку.
- 14 жовтня 2015 року на стіні головного корпусу Івано-Франківського медичного університету відкрито та освячено меморіальну дошку Ярославу Чомку.